# Między lądem a morzem
Między lądem a morzem (ang. Twixt Land and Sea, wyd. pol. 1924) - zbiór 3 opowiadań Josepha Conrada wydany w 1912 roku, których akcja rozgrywa się na obszarze Oceanu Indyjskiego. Opowiadania łączy osoba narratora - brytyjskiego kapitana. 
W Polsce zbiór wydany w 1924 w ramach Pism zbiorowych z przedmową Stefana Żeromskiego, przy czym każde opowiadanie przełożył inny tłumacz: Uśmiech szczęścia Jan Lemański, Ukrytego sojusznika Jerzy Bohdan Rychliński, zaś Freję z Siedmiu Wysp Aniela Zagórska.

## Zawartość i fabuła
- Uśmiech fortuny (ang. A Smile of Fortune), po raz pierwszy opublikowane w „London Magazine” w 1911. Młody kapitan przypływa na wyspę Mauritius po ładunek cukru. Tu nawiązuje kontakty z jej mieszkańcami, w tym z miejscowymi kupcami, braćmi Jacobusami. Spotyka się z córką jednego z nich. Przed odpłynięciem jej ojciec nakłania kapitana (mimo jego oporów) do zyskownego interesu. Po sprzedaży ładunku kapitan rezygnuje z dalszego dowodzenia okrętem.
- Tajemny wspólnik/Ukryty sojusznik (ang. The Secret Sharer), po raz pierwszy opublikowane w „Harper's Magazine” w 1910. Świeżo mianowany kapitan statku płynącego po Zatoce Syjamskiej w tajemnicy przed własną załogą ukrywa w swojej kajucie Leggatta, zbiegłego marynarza oskarżonego o morderstwo. Ryzykując rozbicie statku, umożliwia zbiegowi ucieczkę na stały ląd.
- Freja z Siedmiu Wysp (ang. Freya of the Seven Isles), po raz pierwszy opublikowane w „The Metropolitan Magazine” w 1912. Na jednej z wysp położonych w Holenderskich Indiach Wschodnich mieszka duński kupiec Nelson (Nielsen) wraz z córką Freją. O jej względy zabiegają angielski kapitan brygu, Jasper Allen oraz oficer holenderskiej marynarki wojennej, Heemskirk. Freja postanawia uciec z Jasperem, jednak zazdrosny Heemskirk doprowadza do zniszczenia statku Anglika. Jasper załamuje się psychicznie, zaś dziewczyna wkrótce umiera.

Zawarte w tomie opowiadania miały różne tłumaczenia: A Smile of Fortune było tłumaczone jako: Uśmiech szczęścia i Uśmiech fortuny, The Secret Sharer jako Ukryty sojusznik lub Tajemny wspólnik.

## Nawiązania w kulturze
- Twarzą w twarz - film z 1952 roku na podstawie opowiadania Tajemny wspólnik.
- Tajemny gość (The Secret Sharer) - opowiadanie Roberta Silverberga z 1988, Nagroda Locusa
- "Joseph Conrad. Między lądem a morzem" - wystawa w Muzeum Literatury im. Adama Mickiewicza w Warszawie zorganizowana z okazji 150. rocznicy urodzin pisarza.